# Ayant menti une fois...
Pour plus de détails, voir Fiche technique et Distribution.
Ayant menti une fois... (Единожды солгав…) est un film soviétique réalisé par Vladimir Bortko, sorti en 1987,.

## Fiche technique
- Photographie : Anatoli Lapchov
- Musique : Vladimir Dachkevitch
- Décors : Natalia Vassilieva
- Montage : Leda Semenova